# Aron Moisè Pontremoli
Aron Moisè Pontremoli, detto anche Aronne Pontremoli (Casale Monferrato, XVII secolo – Casale Monferrato, XVIII secolo), è stato un banchiere e politico italiano, fu banchiere di Vittorio Amedeo II di Savoia e di Ferdinando Carlo di Gonzaga-Nevers.

## Biografia
Aron Moses (Moisè) detto anche Aronne o Aaron Pontremoli nacque a Casale Monferrato a metà del ‘600 da Solomon Pontremoli, banchiere e mercate. Fu probabilmente fratello del noto rabbino Gabriel Pontremoli, Gran Rabbino di Torino dal 1713.  La famiglia paterna traeva origine da Simone di Pontremoli banchiere di Francesco Sforza, le cui ascendenze sefardite sono attestate in Italia dai primi anni del ‘300.  La famiglia in seguito si era stabilita nella città di Mantova, presso la corte del Marchese Francesco II Gonzaga e di sua moglie Isabella d'Este. Con quest’ultima l’erudita Pazienza Pontremoli intratteneva un costante scambio epistolare su letteratura, filosofia ma anche sulle religioni.  Parte della famiglia, a cavallo tra il ‘500 e il ‘600, si era poi spostata a Casale Monferrato per stabilirvi la propria attività creditizia sotto la protezione dei Gonzaga e quindi del marchese Ferdinando Carlo di Gonzaga-Nevers dal 1665. Casale infatti a seguito del trattato di pace di Cateau-Cambrésis del 1555, era passata sotto il controllo dei Gonzaga, perdendo in parte la centralità di cui godeva prima come capitale del marchesato del Monferrato.
Aron proseguì l’attività creditizia della famiglia, concessagli da una precisa condotta dei Gonzaga, privilegio che verrà riconfermato da Vittorio Amedeo II di Savoia a inizio settecento, quando i domini monferrini passarono in successione ai Savoia.  Nel 1695 ottenne l’affittammento esclusivo delle gabelle per il commercio di tabacco, pipe, carte e tarocchi, acquavite acque rinfrescante, aceto, cioccolato, caffè e ghiaccio per tutta la zona del Monferrato. Tale privilegio venne prorogato nel 1699 da Vittorio Amedeo II di Savoia alla ditta costituita con Marco e Joseph Azariele de Sacerdoti, Francesco Maria Ventura, Luigi Ventura e Davide Camairone. Importante commessa venne avanzata nel 1714, sempre dallo stesso Vittorio Amedeo II di Savoia, che rendeva Aron Pontremoli insieme al banchiere David Morello fornitori ufficiali (sia di armi che di attrezzature e materiali vari) dell’intero esercito del regno di Savoia.
Oltre attività bancaria e commerciale, Aron prese parte assiduamente alla vita politica della comunità ebraica di Casale. In particolare nel 1710 e nel 1716 venne confermato come deputato del senato dell’Università degli ebrei di Casale Monferrato, quindi quale membro dell’organo di rappresentanza della comunità ebraica del Monferrato, per ¾ risedente in Casale. Nel senato erano stati eletti anche il Conte Orazio Ferdinando Scotti in qualità di Cancelliere; Simone Clava, Vita Salomone de Sacerdoti, Abraham Jarach, Salvador Segre, Ioseph Vita quali deputati del senato. Il Senato, oltre che gestire la stessa Comunità, aveva il compito di regolare i rapporti politici ed economici tra le istituzioni ebraiche e quelle del regno di Savoia.